# Kangerluk

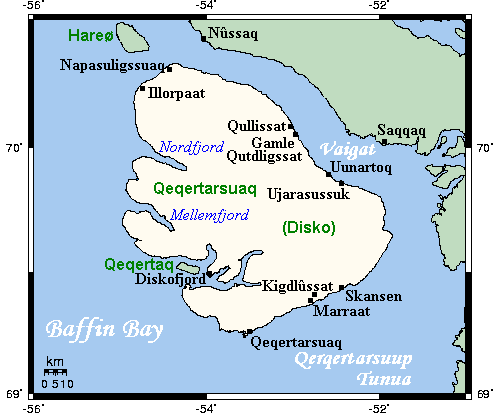
Diskofjord auf einer Karte der Disko-Insel

Kangerluk [kaˈŋɜɬːuk] (nach alter Rechtschreibung Kangerdluk) ist eine grönländische Siedlung im Distrikt Qeqertarsuaq in der Kommune Qeqertalik.

## Lage
Kangerluk ist, neben dem 31 km südsüdöstlich liegenden Hauptort Qeqertarsuaq, die einzige noch bewohnte Siedlung im Distrikt Qeqertarsuaq auf der Diskoinsel. Der Ort liegt an der Südspitze einer vom Berg Qilertaa bedeckten Halbinsel zwischen den Fjorden Avannarput im Norden und Kangerluarsuk. Der namensgebende Fjord Kangerluk verläuft südlich, unter anderem vorbei an der Insel Qeqertaq.

## Geschichte

### Vor der Kolonialzeit
Möglicherweise wurde der Fjord um 1700 von holländischen Walfängern besucht. Der Name des Kaps Qallunaaq („Weißer“) mit Gräbern deutet darauf hin, dass dort Europäer begraben worden sind. Um 1760 war der Fjord von zahlreichen Grönländern bewohnt, aber bereits rund 15 Jahre später diente die Gegend nur noch als Sommerplatz.

### Der Udsted in Qivittut
Im März 1792 besuchte Inspektor Børge Johan Schultz den Fjord, um geeignete Plätze für die Errichtung von Garnfangversuchen zu finden. Im Herbst 1792 wurde in Qivittut (→Karte) ein Erdhaus errichtet, in das ein paar dänische Matrosen und einige grönländische Jungen einquartiert wurden. Qivittoq ist der grönländische Begriff für eine Person, die sich alleine in die Berge zurückzieht. Der Legende nach soll sich hier einst eine der Hexerei beschuldigte Witwe mit ihren Kindern niedergelassen haben, was sie alle zu Qivittut machte. Im Januar 1793 kamen die Männer vor Hunger entkräftet in Qeqertarsuaq an. Die Jagdausbeute war zu gering zum Überleben. In den Folgewintern wurde der Versuch wiederholt und er lief etwas besser. Am 29. September 1796 sank das Boot der Mannschaft, wobei zwei Dänen und sechs Grönländer starben und alle Materialien und Handelswaren verloren gingen. Daraufhin wurde Qivittut aufgegeben.
1802 ließ sich der dänische Matrose Johan Drenghan mit seiner grönländischen Familie in Naanngisat (→Karte) nieder und betrieb Seehund-, Lodden- und Lachsfang. Einige weitere Familien zogen bald zu und Johan Drenghan fing an, einen Laden zu betreiben. 1805 hatte Naanngisat sieben Einwohner und elf lebten in Maligiaq (→Karte). 1808 lebten 19 Personen im Fjord. 1809 zog Johan Drenghan nach Qivittut um, bevor er 1816 starb. 1821 lebten nur noch elf Menschen im Fjord.
1830 wurde angeordnet, einige der Bewohner von Qeqertarsuaq in den Fjord umzusiedeln, da die Loge überbevölkert war. Es wurde ein dänischer Zimmermann als Udstedsverwalter angestellt, aber schon 1832 zogen alle Bewohner nach Qeqertarsuaq und die Handelsgebäude wurden abgerissen.
1835 war der Fjord erneut bewohnt, aber die Bevölkerung litt Hunger im Winter. 1843 wurde erneut ein Udsted errichtet. Dafür wurden zwei Erdhäuser als Wohnung für den Udstedsverwalter und als Warenlager errichtet. 1850 lebten nur 19 Menschen in Qivittut und der Udsted konnte nur überleben, weil regelmäßig Grönländer zur Sommerjagdreise vorbeikamen. Es ist überliefert, dass die Bewohner nur selten ihre Wohngegend verließen und es so häufig zu Heiraten unter Verwandten kam. Untypischerweise waren in Kangerluk auch die Frauen jagen und man sagt ihnen nach, dass sie dies gut konnten.

### Der Udsted in Eqqitsoq
1853 wurde der Udsted nach Eqqitsoq (→Karte) verlegt, das vier Kilometer fjordeinwärts im Kangerluarsuk liegt. Es heißt, dass ein Zimmermann Baumaterialien nach Qivittut bringen sollte, um die beiden Erdhäuser durch Holzhäuser zu ersetzen. Er kam mit seinem Boot in schlechtes Wetter und Nebel und suchte Schutz in Eqqitsoq, und weil er es eilig hatte und nicht den weiten Weg bis Qivittut auf sich nehmen wollte, errichtete er die Gebäude in Eqqitsoq. Die Bevölkerung musste so Qivittut verlassen und sie ließen sich an der Küste nieder, bei der heute Kangerluk liegt. Dabei entstanden auf einer Breite von rund anderthalb Kilometern gleich vier Wohnplätze, von Nord nach Süd Illunnguaq (→Karte), Sioraq (→Karte), Illu (→Karte) und Upernavik (→Karte). Darüber hinaus verwendete die Bevölkerung auch Qivittut, Naanngissat und Maligiaq weiterhin als Zeltplätze.
Weiter innen im Fjord am Kap Ikineq befand sich ein Erdhaus, das als Basisstation für Expeditionen der Arktischen Station in Qeqertarsuaq diente.
1918 hatte der Fjord 56 Einwohner. Insgesamt gab es in der Gegend neun Wohnhäuser. Die Wohnung des Udstedsverwalters stammte aus dem Jahr 1914 und war 25 m² groß. Der Laden wurde 1906 errichtet und maß 14 m². Außerdem gab es ein 46 m² großes Speckhaus. Alle öffentlichen Gebäude waren bretterverkleidete Fachwerkgebäude. Das Speckhaus und die Ruine einer alten Udstedsverwalterwohnung stammten noch aus dem Jahr 1853. Es gab keine Kirche und der Gottesdienst fand im Wohnhaus des Katecheten statt oder indem der Katechet die einzelnen Wohnplätze besuchte.

### Der Udsted in Kangerluk
Um 1920 wurde der Udsted wegen der schlechten Jagderträge an die Stelle des heutigen Kangerluk (→Karte) verlegt, womit die Handelsgebäude und die Bevölkerung nun an derselben Stelle lebten. 1930 hatte Kangerluk 47 Einwohner. Erst in den 1930er Jahren wurde eine Schulkapelle errichtet, ebenso wie ein Packhaus und eine neue Udstedsverwalterwohnung, die später als Büro des KGH diente. 1945 wurde ein 100 m² großes Fischhaus gebaut. 1952 gab es neun Fischer, die aber durchschnittlich nur 719 kg Fisch fingen, was ein Zehntel der Erträge andernorts war, aber immer noch das Dreifache des Ertrags in Qeqertarsuaq (231 kg). 1957 wurden eine neue Schulkapelle, ein Laden und eine Werkstatt errichtet. 1960 lebten 94 Menschen in Kangerluk. 1964 wurde eine Hebammenwohnung und 1966 eine Telestation errichtet.
Ab 1911 war der Udsted eine eigene Gemeinde im Kolonialdistrikt Godhavn und gehörte somit zum 7. Landesratswahlkreis Nordgrönlands. 1950 wurde Kangerluk in die neue Gemeinde Qeqertarsuaq eingemeindet, die 2009 ein Teil der Qaasuitsup Kommunia wurde. Seit 2018 gehört Kangerluk zur Kommune Qeqertalik.

## Wirtschaft
Kangerluks wenige Bewohner leben von der Fischerei, Robben- und Waljagd. Im Ort gibt es eine kleine Fabrik, in der Grönland-Kabeljau und Robbenfell verarbeitet werden. Weitere Berufe finden sich in der Verwaltung, bei Pilersuisoq oder in der Schule Alunnguup Atuarfia, die etwa fünf Schüler unterrichtet, die nach der achten Klasse nach Qeqertarsuaq wechseln müssen. Der Ort kann von Touristen per Boot, zu Fuß oder per Hundeschlitten von Qeqertarsuaq aus erreicht werden.

## Infrastruktur und Versorgung
Der straßenlose Ort hat viele kleine Pfade, die die weit auseinander liegenden Häuser (etwa 30 Gebäude auf 20 ha) verbinden, wobei der mit 1100 m längste Pfad die Gebäude im Südwesten mit denen im Nordosten verbindet. Der Ort verfügt über keinen Kai, sodass die Boote direkt vom langen Strand gestartet werden. Eher im Süden liegt ein Heliport, der den Ort auch im Winter erreichbar macht.
Es gibt ein Kraftwerk, das fast alle Häuser mit Strom versorgt. Das Wasser wird aus einem Grundwasserbrunnen gewonnen. Die Bewohner heizen ihre Häuser mit eigenen Ölöfen. Müll wird nach der Deponierung in das Meer gekippt und Abwasser versickert im Boden. Lediglich Altöl wird nicht in die Natur entsorgt.

## Bebauung
Es gibt neben dem Laden und der Schule, die auch eine Bücherei, die Dorfhalle und die Kirche beherbergt, eine Post, ein Servicegebäude, eine Krankenstation und ein Dorfbüro. In Kangerluk gibt es keine baudenkmalgeschützten Gebäude.

## Persönlichkeiten
- Jakob Danielsen (1888–1938), Maler
- Knud Kristiansen (1932–1978), Künstler und Landesrat

## Bevölkerungsentwicklung
Kangerluks Bevölkerungszahl lag bis etwa zur Jahrtausendwende konstant bei um die 70 Personen, seither ist die Bevölkerung aber fast vollständig verschwunden und das Dorf steht kurz vor der Aufgabe.

## Panorama

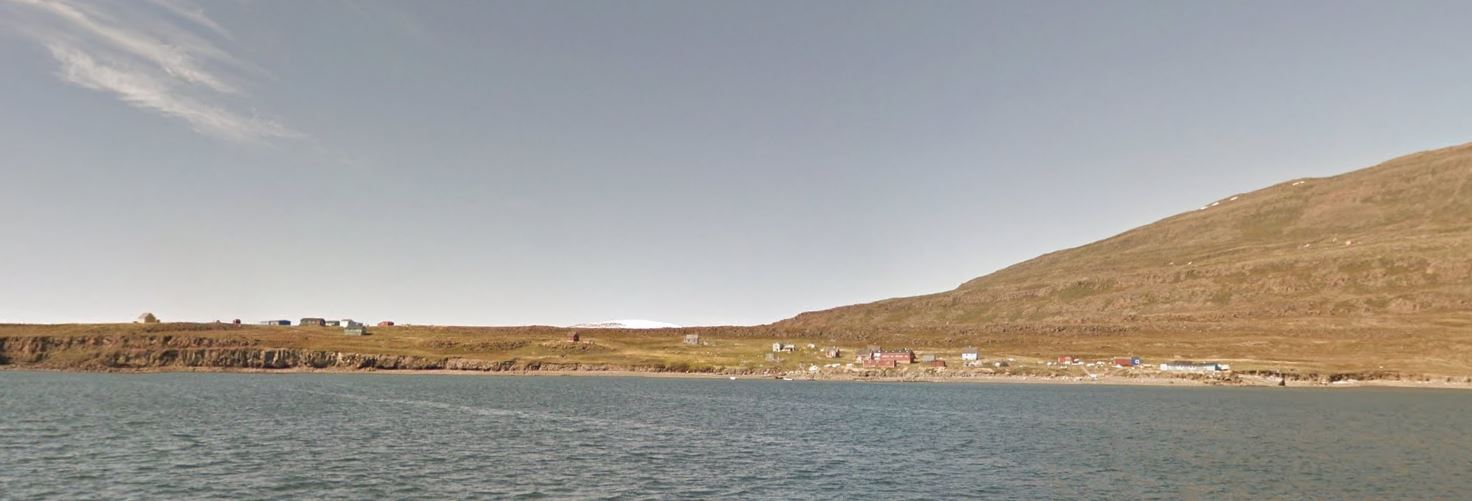
Kangerluk (2017)